# 本館城 (出羽国)
本館城（もとだてじょう）は、秋田県山本郡八峰町八森字倉の沢にあった日本の城。日本海に面した海岸段丘上に根小屋（現在は本館地区）と本館地区東側の丘陵上に築かれた要害からなる城館である。

## 歴史
永正年間（1504年-20年）には工藤小平祐定という吉野の野武士が八森不動山東に居住したとされる。その後、天正10年（1582年）に檜山城主・安東愛季は津軽方面の押さえとして本館を築く。
天正11年（1583年）6月、天目山の戦いで敗れた武田方の武田重左衛門の一統が福浦村（能代市桧山）に流れ着き、安東氏の重臣である大高相模守（後の桧山城城代）の知遇を得る。武田は大高相模守により本館城を与えられ、この地区を守護することになった。山梨県では「武田氏を名乗って生き延びた者は皆無である」とも言われていたという。
慶長7年（1602年）、安東氏（当時は秋田氏）は常陸宍戸に転封される。檜山城には佐竹氏の重臣小場義成が入るが本館城の武田氏はそのままの扱いであった。佐竹氏は国替えを機に知行改めを行うが、農民たちは負担があまりに重くなるその結果に納得せず、何度も武田氏に上申するが、武田氏はこの訴えを捨て置いていた。そのため、村人たちの怒りは募っていた。
慶長10年（1605年）8月15日このままでは村々は大困窮すると浜田村村長の六右衛門は、喜八と一揆を相談する。15日より竹生村の勘解由、塙川畑谷村の兵助、深馬内という浪人侍、その他2-30人らが協議し一揆を計画した。18日に武田の部下である長田、高間の2人を八森浜田の六右衛門宅に招き、2人を酒で酔い潰した後に殺害し、続いてホラ貝を合図に120-130人が凶器や松明をかざして四方から城を襲った。中風で病床にあった城主の武田重左衛門は切腹、27歳の若者の大力であった半三郎は抵抗するも深馬内により射殺され、武田の妻は2児を八森湯沢の須藤与治右衛門方に逃がしたあと、松源院（武田重左衛門が湯ノ沢村一本杉に大伽藍を建立したと言われる）で自害した。
佐竹氏はこれを農民一揆と見做して、一味30人を捕らえ、久保田まで引き回し、刑場だった八橋の草生津で処刑した。首謀者の勘解由と兵助は常陸の秋田氏の元に護送し、手足の指を1日1本ずつ切り落とすなど残虐な処刑で殺されたとされる。
次の年の5月には、八森にのみ雪が降り、秋には悪疫が流行するので、湯沢村では武田氏を祀る八幡神社を造った。これは現在白瀑神社にある八幡神社である。武田氏の次男亀千代（当時15歳）や、三男鶴千代（当時9歳）は、後に津軽氏の家臣として知行800石で召し抱えられた。面倒を見た須藤与治右衛門も彼らに付き添った。

## 八森本館一揆
史料が少ない住民一揆で、唯一年代不詳の『羽州秋田山本郡八森之内 本館落城記』のみが史料とされる。佐竹氏関連の史料にも鎮圧や処刑の記録さえない。そのため、これは史実ではないのではないかとする歴史学者もいるが、地元に残る民話や、本館城趾、八森の松源院に残る武田氏の霊碑、本館地区に残る「たいまつまつり」、城攻めの後に沢に首がごろごろ落ちていたことから名付けられた「人首沢」という地名などを根拠に史実ではないかともされる。佐竹氏が秋田入りして間もない頃は、南部では小野寺氏や戸沢氏領下の豪族に不穏な動きがあり、北部には浅利氏遺臣を中心とした一揆があり、領国の支配体制は万全とは言えなかった。このため、佐竹氏は史料にこの一揆の件を残したくなかったのではないかとも言われる。
ただ、『本館落城記』の内容はあまりに武田氏よりの記述になっている。たとえば、首謀者の一人とされる勘解由は竹生村では村祖としてあがめられ、祀られてもいる。『菅原神社由来記』や、木村忠光の『竹生開拓の神様 勘解由左ェ門伝記』では勘解由はかなり評価されており、また『本館落城記』の記述との矛盾も大きい。確かに『本館落城記』では秋田氏がいる所が三春藩であると誤認しており（当時は常陸宍戸藩）、武田側の人物が武芸で異様に活躍したり、一揆側に対する処罰の過酷さや、その後の災厄が強調されすぎてもいて、また民話とも矛盾する部分もある。しかし、いずれにせよ唯一の史料なので史料批判を行いながら参考にせざるを得ない。
ただ、石井忠行の『伊頭園茶話』には「本館村秋田城之助殿家臣滝本三郎右衛門居城、勘解由といふ百姓、一揆して責落され、松源院に石塔位牌有之由」とあり、別人が記されている。

## その他
- 大高相模守の武田氏への厚遇ぶりは相当なもので、娘を重左衛門の子である半三郎と添わせ、津軽氏に備えるために米代川以北から青森県深浦付近までの領地を与えたことからもそれが分かるとされる。

- 一族の非劇を弔うために、本館地区では毎年たいまつをかざした慰霊祭が行われている。2004年（平成16年）には落城400年祭が9月12日に同城跡などで行われた。

- 武田氏の家臣であった長田三郎や高間四郎は無頼の振る舞いが多く、農夫や漁夫に因縁をつけては暴行や恐喝を行っていたとする話も残されている。

## 民話
本館城を攻め落とした百姓一揆の主謀者の一人、畑谷の須原兵助は、後藤家一族の頭であった。佐竹藩が役人を差し向けると、畑谷の後藤家は匿まったが、結局捕えられた。兵助は集落民と鏡餅を食べて別れを惜しみ、唐丸かごに乗せられて秋田市の八橋地区で死刑となり晒首となった。
今一人の主謀者は竹生の永井あるいは岡部かと苗字ははっきりしないが通称“鬼”は勘解由左衛門といわれ、豪の者だった。畑谷の兵助が捕えられたと聞き、樫の棒をかかえて助けようと目倉鼻まで行ったが、方向がかわからず家に帰った。勘解由左衞門はもと奈良あるいは京都からの落人で竹生の菅原神社の御神体を持参して祀った人であった。
役人達は相撲大会を開催して堤の近くの土俵で勘解由が裸になったところをとりおさえた。兵助と同様死刑となり、晒首になったといわれる。竹生の勘解由左衛門の墓は竹生の墓地より近年にはいってから菅原神社に移して部落民に祀られている。
昔、竹生の部落に勘解由左衛門という心も体も強い人が住んでいた。あまり強いので村の人たちは鬼左衛門とあだ名をつけて恐れていた。鬼左衛門は誰のことも怖くないので好きなだけ土地を広げた。八森の本館というところに侍の城があり、このあたりの殿様であった。殿様は高い年貢を取っていたので村の人は大変困っていた。鬼左衛門は、こっそり城に忍び込んで殿様を殺してしまった。家来らは鬼左衛門を捕らようとしたが、力が強いのでなかなか捕らえられない。そこで網を張って捕らえ久保田に連れて行き、町を通る人たちにのノコギリでひき殺させてしまった。それ以来、鬼左衛門の家には住む人もなく荒れてしまった。明治になり村の人たちが相談し、この家を壊しその土地に学校を建てた。そうして何年か過ぎた頃、学校に不思議なことが起こり始めた。ある時は戸の陰から毛むくじゃらな足がぬっとでてきた。そのほかにもいろいろなことがあったので、村の人達も気持ちが悪くなり、みなで相談して天神さまの境内に石碑を建てて供養した。それからは不思議なことも起こらなくなった。その石碑は「開村祖勘解由左衛門の碑
」と書かれて、今も竹生の天神さまの境内に建っている。

## 菅江真澄の記録
菅江真澄は1807年（文化4年）に湯沢（八森）の医師・細田正興に案内され元館（本館）という村に花見に出かけた。「甲斐国に戦乱があったころ、この辺に逃れてきて城柵を構え、のち、ここは便宜が悪いといって母爺（もや）の麓に住んだ武田重右衛門尉は、百姓たちの計略におちいり滅んだが、はじめここにおったので、旧館の名があるのだろう。その家臣という山ノ内和平治某の子孫が今でも住んでいる」としている。また菅江真澄は松源院に入り、武田重右衛門尉の位牌を見て「大檀那万昌院殿青山玄心大居士」という戒名を記録し、武田の悲運を偲んで涙を流した。